# 長岡建蔵
長岡 建蔵（ながおか けんぞう、1972年2月13日 - ）は、日本のゲームクリエイター、原画家、グラフィッカー、シナリオライター。
千葉県松戸市出身。愛称はチョーケン。HARD時代は、はらほれひろはら名義も用いた。
『はっちゃけあやよさん』『おまえのなつやすみ』に代表される不条理かつ切れの良いギャグ、『地獄SEEK』『十牝図』に代表される猟奇的な作風を得意とする。
好きなものは「しなやかな女体」。

## 概要
中学時代は焚き火が趣味で、神社で炎を眺めてはうっとりとしていた。その頃出会った一冊のSM雑誌に魅了され、高校生の時には女体を描くことに熱中するようになる。高校卒業後に有限会社HARDにアルバイトとして入り、昼は原画家・シナリオライター、夜はデザイン学校という生活を始めるも二週間で破綻。以後はアダルトゲーム製作の仕事に専念する。ハードでの初仕事は『はっちゃけあやよさん 2』移植版の原画とCGで、以後のHARD作品は長岡の人物造形と彩色が特徴となる。長岡は美術志望であったこともあり、当時正規の訓練を受けない者による原画・彩色が一般的であった美少女ゲームにおいて、先駆的に質の高い造形表現を行った。
また、そうこうする内に21歳にしてHARD社長の座を任され、ゲームづくり全体を指揮していくことになる。PILの田所広成とはこの頃からの付き合いで、当時アイデスのプロデューサーとして働いていた田所に水羊羹で籠絡されて、「あやよさん」シリーズの登場人物を貸し出している。
HARD解散後にPCゲームブランドCRAFTWORKを設立。CRAFTWORDKでは、『for elise 〜エリーゼのために〜』『flowers 〜ココロノハナ〜』『さよならを教えて 〜comment te dire adieu〜』の三作を発表し、『さよならを教えて 〜comment te dire adieu〜』はカルト的人気を増し、発売後十年を経て再版にまで至った。
しかし、CRAFTWORKは商業的に成果を得ることはなかったため、以後はデザイナーとして、ゲームのユーザーインターフェース、パッケージ、書籍デザイン、ロゴデザイン等を請け負うようになる。

## ゲーム

### ハード
- はっちゃけあやよさん 2（1990年4月26日） - 原画・CG
- はっちゃけあやよさん 3（1991年9月20日） - 企画・脚本・原画・CG
- はっちゃけあやよさん 4（1993年2月13日） - 企画・脚本・原画・CG
- はっちゃけあやよさん 1-2-3 -（1993年2月13日） - 企画・脚本・原画・CG
- はっちゃけあやよさん 5（1994年12月13日） - 企画・脚本・原画・CG
- ハードスペシャルセレクション-塊-「蛹化の女」（1994年） - 原画・CG
- 吉永サユリがやって来るヤァ!ヤァ!ヤァ!（1995年10月12日） - 企画・脚本

### ストーンヘッズ
- PILcaSEX「性欲の強い看護婦」（1996年7月26日） - 企画・脚本・原画・CG
- ぱじゃまJam（1996年12月27日） - 原画・CG
- 地獄SEEK（1997年10月3日） - 企画・原画・CG

### CRAFTWORK
- for elise 〜エリーゼのために〜（1996年12月6日） - 企画・原画・CG
- flowers 〜ココロノハナ〜（1998年12月11日） - 企画・原画・CG
- さよならを教えて 〜comment te dire adieu〜（2001年3月2日） - 企画・原画・CG
- Geminism 〜げみにずむ〜（2023年11月24日） - 監修・原案・キャラクターデザイン・グラフィック[6]

### デジアニメ
- ふしぎ電車（2003年3月28日） - 原画・脚本

### FlyingShine黒
- おまえのなつやすみ（2004年3月26日） - 企画・原画・CG
- ピエタ 幸せの青い鳥（2004年11月26日） - 企画・原画・CG
- おまな2 おまえんち萌えてるぞ（2006年2月24日） - 企画・原画・CG

## 書籍
- はっちゃけあやよさん小説版 38度・扇情の怪物

## 画
- 『十牝図』[7]